# Столкновение бомбардировщика B-25 со зданием Эмпайр-стейт-билдинг
Столкновение бомбардировщика B-25 со зданием Эмпайр-стейт-билдинг — авиационное происшествие, произошедшее 28 июля 1945 года, когда бомбардировщик Б-25 Митчелл, пилотируемый в густом тумане над городом Нью-Йорк, врезался в Эмпайр-стейт-билдинг. Авария не нарушила структурную целостность здания, но привела к гибели четырнадцати человек (три члена экипажа и одиннадцать человек в здании) и ущерб, оцениваемый в $1 000 000 ($13 303 142 по курсу 2016 года).

## Катастрофа
В 9:49 утра самолёт врезался в Северную сторону Эмпайр-Стейт-Билдинг между 78-м и 80-м этажами, пробив отверстие в стене размером 5,5 м × 6,1 метров, где были расположены офисы Национального католического Совета. Один из двигателей пролетел сквозь здание и пробил южную стену с другой стороны, пролетел около трёхсот метров, приземлился на крышу близлежащего здания и вызвал пожар, уничтоживший художественную студию в его пентхаусе. Другой двигатель и часть шасси упали в шахту лифта. Однако пожар был ликвидирован в течение 40 минут. Это был единственный пожар на такой высоте, взятый под контроль.
Четырнадцать человек погибли: пилот Смит и двое других, находившихся на борту бомбардировщика (штаб-сержант Кристофер Домитрович и Альберт Перна, помощник машиниста ВМФ, летевший автостопом), и ещё одиннадцать человек в здании. Тело Перны было найдено только через два дня, когда поисковые команды обнаружили, что его тело вошло в шахту лифта и упало на дно. Двое других членов экипажа сгорели до неузнаваемости. Лифтёр Бетти Лу Оливер была ранена. Всего пострадали 26 человек в здании.
Несмотря на повреждения и жертвы, здание Эмпайр Стэйт Билдинг было, в основном, открыто уже в следующий понедельник.
Катастрофа подстегнула принятие Федерального закона о возбуждении деликтных исков 1946 года, а также введения имеющих обратную силу положений в закон, позволяя людям подать в суд на правительство за аварии.
В 1960-е годы, когда проектировался Всемирный торговый центр, этот инцидент мотивировал разработчиков рассмотреть сценарий случайного удара самолёта Boeing 707 по одной из башен-близнецов.
Башни были разрушены, когда два Boeing 767 были умышленно направлены на них во время терактов 11 сентября 2001 года.